# Relações de produção
Relações de Produção é um conceito elaborado por Karl Marx e que recebeu muitas definições e utilizações posteriores. Resumidamente, as relações de produção são as formas como os seres humanos desenvolvem suas relações de trabalho e distribuição no processo de produção e reprodução da vida material. 
Segundo a teoria marxista, nas sociedades de classes as relações de propriedade são expressões jurídicas das relações de produção. Assim, nas sociedades de classes, as relações de produção são entre classes sociais, proprietários e não-proprietários. As relações de produção, conjuntamente com as forças produtivas são os componentes básicos do modo de produção, a base material da sociedade. 
São 3 relações de produção:
a) Antagônica: corresponde a corrente clássica marcada pela relação entre os detentores dos meios de produção e os que vendem sua força de trabalho;
b) Revolucionária: refere-se aos bens de consumo, e mostra a relação entre o processo material (executado pelos funcionários) e o processo de produção (executado pela indústria);
c) Anárquica: equivale a relação de trabalho pautada na concorrência, no controle privado e no individualismo.

## Obras sobre o assunto
- Marx, Karl. Contribuição à Crítica da Economia Política. São Paulo, Martins Fontes, 1983.
- Marx, Karl. Miséria da Filosofia, 1847
- Viana, Nildo. A Consciência da História. Goiânia, Edições Combate, 1997.